# Дехен (лунный кратер)
Кратер Дехен (лат. Dechen) — маленький ударный кратер в северо-западной части Океана Бурь на видимой стороне Луны. Название присвоено в честь немецкого геолога Эрнста Генриха фон Дехена (1800—1889) и утверждено Международным астрономическим союзом в 1935 г. 

## Описание кратера

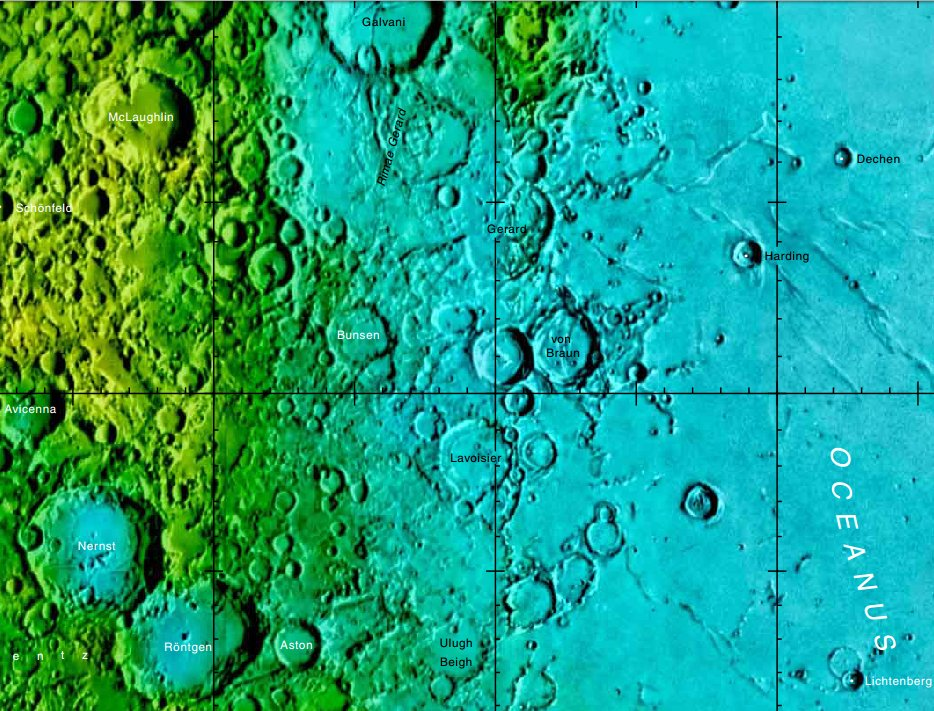
Окрестности кратера Дехен. Фрагмент карты видимой стороны Луны.

Ближайшими соседями кратера являются кратер Жерар на западе; кратер Репсольд на северо-западе; кратер Марков на северо-востоке, а также кратер Хардинг на юго-западе. На северо-востоке от кратера находится Залив Росы, на юго-востоке пик Рюмкера. Селенографические координаты центра кратера 46°07′ с. ш. 68°11′ з. д. / 46,12° с. ш. 68,18° з. д., диаметр 12 км, глубина 2,29 км.
Кратер циркулярную чашеобразную форму с небольшим участком плоского дна, практически не затронут разрушением. Вал кратера с острой кромкой и гладким внутренним склоном. Высота вала над окружающей местностью достигает 450 м, объем кратера составляет приблизительно 70 км³. Поверхность Океана Бурь вблизи кратера Дехен испещрена множеством мелких кратеров.
По морфологическим признакам кратер относится к типу BIO (по названию типичного представителя этого класса – кратера Био).

## Сателлитные кратеры

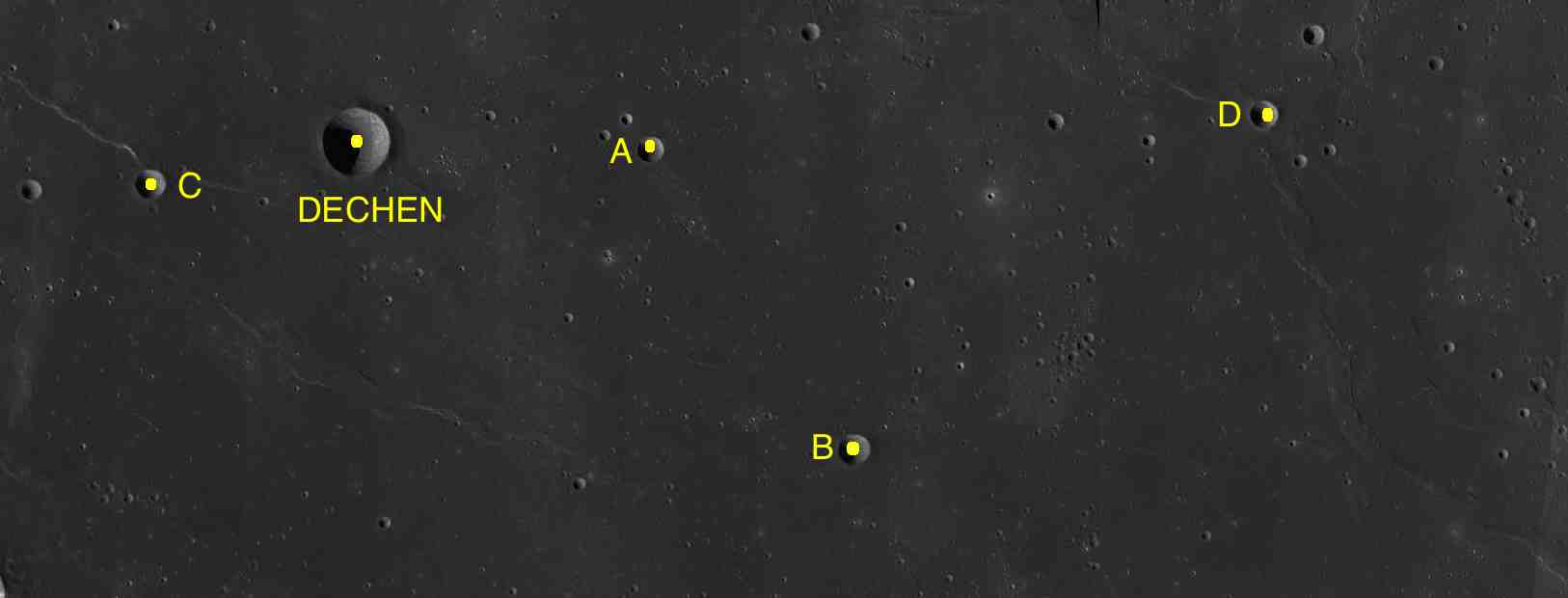
Фрагменты карт LAC-22, LAC-23.

| Дехен | Координаты                                            | Диаметр, км |
| ----- | ----------------------------------------------------- | ----------- |
| A     | 45°58′ с. ш. 65°47′ з. д. / 45,97° с. ш. 65,78° з. д. | 4,7         |
| B     | 44°09′ с. ш. 64°20′ з. д. / 44,15° с. ш. 64,34° з. д. | 5,7         |
| C     | 45°56′ с. ш. 69°53′ з. д. / 45,94° с. ш. 69,89° з. д. | 5,3         |
| D     | 46°08′ с. ш. 60°31′ з. д. / 46,14° с. ш. 60,51° з. д. | 4,8         |